# درة غرم (أشترينان)
درة غرم (بالفارسية: دره گرم) هي قرية تقع في إيران في قسم أشترینان الريفي. يقدر عدد سكانها بـ 79 نسمة بحسب إحصاء 2016.